# Грифон (міфологія)

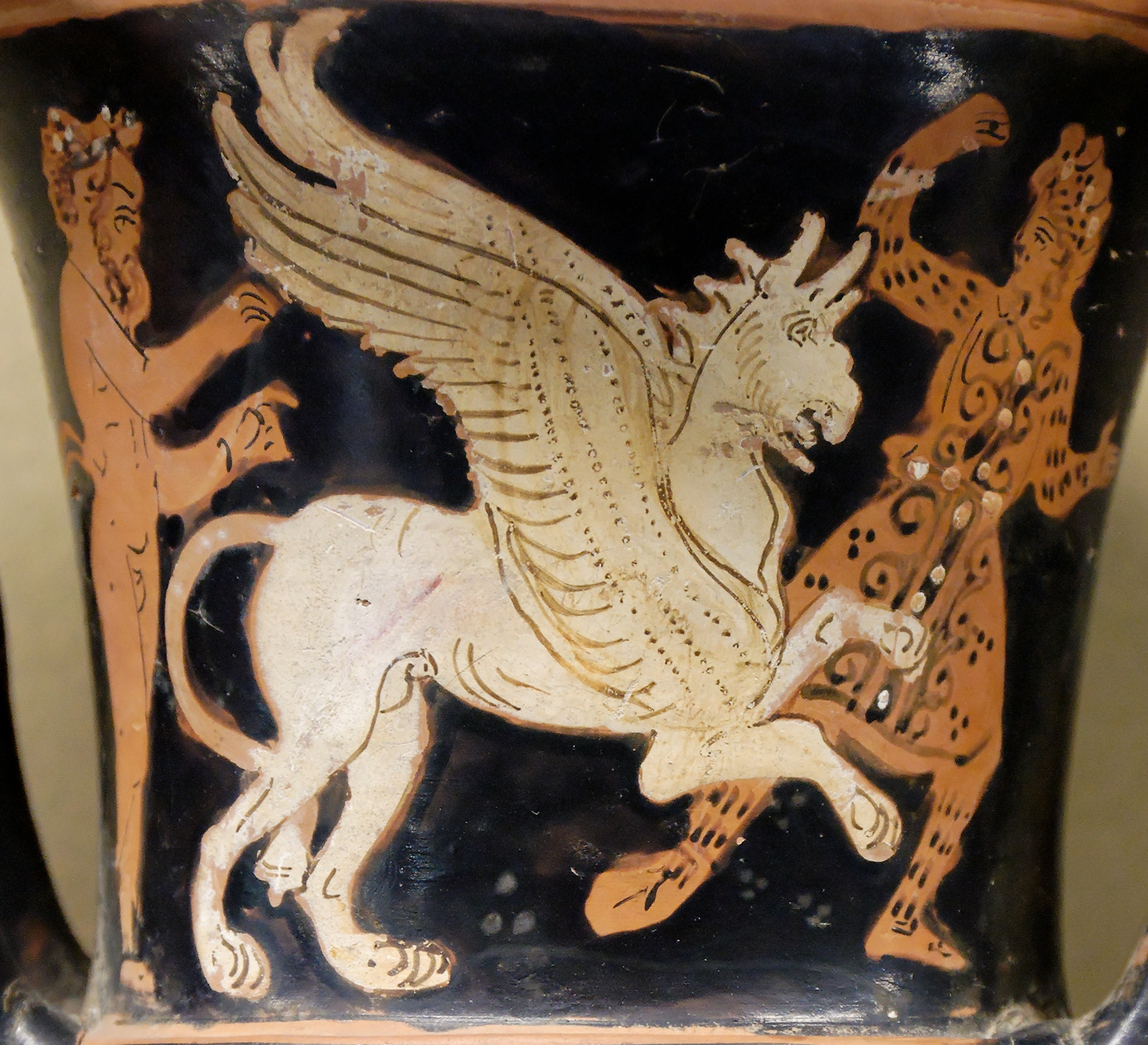
Сатир, грифон та Арімасп, кілікс-кратер з Еретрії, Лувр

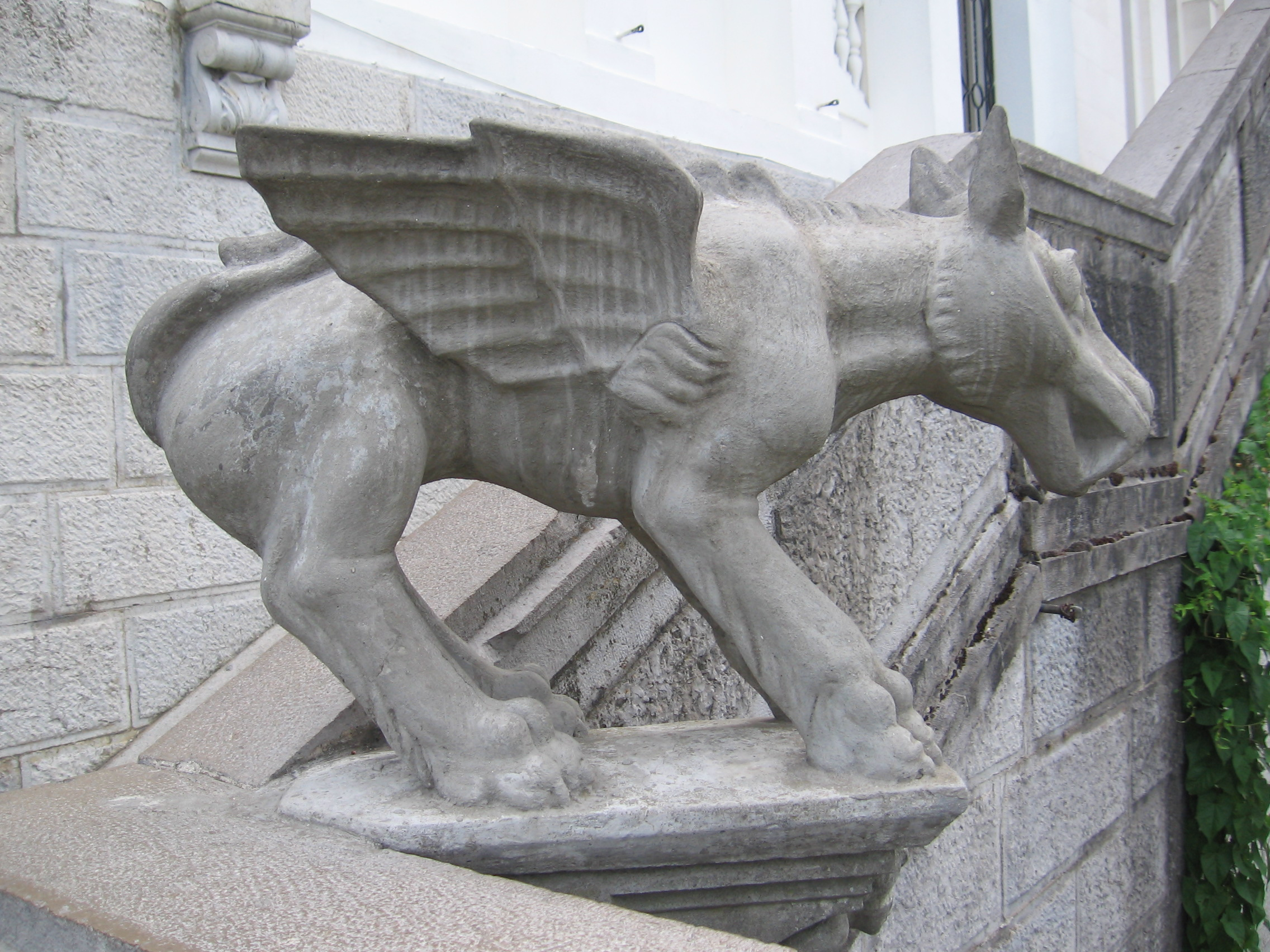
Грифони Лівадійського палацу в Криму.

Грифони (грец. γρύπες, однина γρύπας) — міфічні крилаті створіння, яких зображували крилатими левами з головою орла або іншого хижого птаха.
Міфічне зображення грифонів слід шукати в релігіях Єгипту й Вавилону. Згідно місцевих вірувань, грифони жили в північній країні й охороняли скарби. Вони були частим декоративним мотивом у скульптурі та образотворчому мистецтві античної Греції й Риму. За переказами, вони жили в горах Стародавньої Скіфії, на північ від Чорного моря[джерело?].
Ім'ям цих істот названо астероїд 6136 Грифон.

## У міфології
На грифонах часто їздили верхи чарівники, що цінували їх за швидкість. Грифони могли мати потомство, так званих гіппогрифів[джерело?]. Гіппогрифи спереду нагадували грифонів, а ззаду — коней.

## Грифон у геральдиці
Грифон — негеральдична фігура, що часто зустрічається в гербах. Символізує могутність, владу, пильність, швидкість і силу. Чоловічий варіант грифона (англ. male griffin) зображувався безкрилим і з пучками червоних шипів (позначають сонячні промені), іноді навіть з рогами або бивнями. У геральдиці існує образ морського грифона (англ. sea-griffin), що позначає зв'язок армігера з водою. Такий грифон безкрилий і має риб'ячий хвіст замість левової частини тіла.
В античні часи грифон був символом Пантікапея. У наш час пантікапейський грифон почав символізувати кримську автономію.
В українській геральдиці срібний грифон у червоному полі є символом Белзчини.

Геральдичний грифон
Герб Помор'я (Померанії)
Герб Кашубії
Герб Лівонії
Герб Белзького воєводства
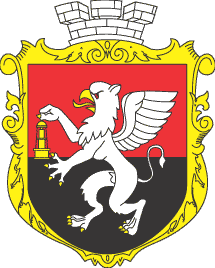
Герб селища Гірник
Герб Керчі
Царський герб Севастополя
Грифон на гербі Криму

Шляхетський герб «Грифон»
Герб Ходкевичів («гриф з мечем»)

## Ресурси Інтернету
- Вікісховище має мультимедійні дані за темою: Грифон (міфологія)